# Завадівка (Самбірський район)
Зава́дівка — село, в Україні, у Самбірському районі Львівської області. Населення станом на 1 січня 2024 р. становить 1056 осіб. Орган місцевого самоврядування - Турківська міська рада. До 27.11. 2020 року органом місцевого самоврядування була Завадівська сільська рада, Турківського району, Львівської області. З 2021року на території села розміщений Завадівський старостинський округ до якого входять: с. Завадівка, с. Лосинець і с. Мельничне

## Географія
Завадівка — село, яке розкинулася в долині річки Стрий, де з обох боків навхрест впадають річки Брусна і Мельничанка, у підніжжя гір Звіринець 930 м, Кичерка 813 м та Шименька 812,9 м на середній висоті 566 м над рівнем моря. До центру м. Турка від с. Завадівка 3,9 км, до ж/д станції 4,6 км. Через село пролягають дві дороги районного значення: дорога С 141907 Турка-Ільник протяжністю 13,7 км, та дорога С 141931 сполученням Завадівка-Мельничне протяжністю 4,8 км, які з'єднюються з трасою Н13.

## Історія
Перша письмова згадка про село датована 1431 роком тоді воно називалось Звіринець і було частиною Турки. Назва села походить від слова «завада» і суфікса «івка». Це означає, що колись на її місці була «завада», з якою змушені були рахуватись люди. Одні кажуть, що посередині дороги з Турки на Ільник росла велика липа, яка заважала і її приходилось обїзжати над крутим берегом Стрия. Як проклали дорогу з твердим покриттям липу зрізали, а назва залишилась. Міг бути завадою в цьому випадку і зсув гори. В 1729 році Звіринець і дві третини Турки купує від збанкрутілих Турецьких Ян Калиновський. Часто в документах згадується як Нижня (Долішня) Турка, або як нижня Турка і Звіринець, до якого входили Завадівка, Слобода і Стрий. він мав свою гміну і печатку, на якій зображено стріляючого по оленю Мисливця з надписом «Гміна Звіринець» В.1820 році тут господарювало 46 дворів. За розповідями та літературними джерелами до 1848 року на Звіринці жив пан, який мав ставок, гуральню, цегельню. Погостювати в маєтку було приємно і весело для панів із Львова і Самбора. Тому не дивно, що тут перебував відомий польський революціонер Юліан Госляр і диктував довіреним особам «Євангіліє до селян», проводив революційну агітацію в шлахетських селах. В 1900 році в Звіринці проживало в 16 дворах 103 особи на Слободі у 14 дворах 118. Отже в сім'ї проживало більше 7 осіб. В присілку Звіринця на Завії єврей Вайгартен побудував тартак, де працювало кілька місцевих робітників. У 1928 році внаслідок великої повені його затопило водою, а готовий матеріал забрала вода. Відновити роботу тартака йому так і не вдалося. Щоб повернути втрачене, він застрахував його і скоро тартак згорів. В селі працювали два млини один Івана Сакаля другий родини Стахнів. Також олійниця Івана Павлички та еврейська корчма. Через село проходила вузько колійка по якій доставляли деревину з Ільника в Турку. В 1995 році через річку Стрий на Звіринець було побудовано красивий міст.
На боці СРСР у радянсько-німецькій війні брали участь 67 селян, 13 з них загинули. 1967 року в пам'ять про загиблих встановлено обеліск слави.
Після повернення окупаційної влади СРСР у селі відбулася примусова колективізація.

## Назви навколишніх місцевостей
Звіринець — гора покрита лісом, заселена звіриною, Сакалівка — поле від власника, Копиня — поле від мурашкових копинь, Кузьмаків верх — поле від власника і місця положення.
Осовня — поле від сувів землі
Завій — поле від вітру (вітрове поле)
Клива — поле, висока залісена гора
Франикова розтока — поле від власника
Буковина — ліс і поле від породи дерев
Вершки — гора і корчі від місця положення
Голошийка — поле вульке і довге на схилі гори
Гуча — місце відпочинку, скрут води на річці яка голосно гуде
Вуглярка — колись там випалювали ліс на вуголь
Червона калюжа — поле в лісі від заболоченості
Кабача — пороги на річці де вирує і пінеться вода

## Населення

### Мова
Розподіл населення за рідною мовою за даними перепису 2001 року:
| Мова       | Кількість | Відсоток |
| ---------- | --------- | -------- |
| українська | 926       | 99.68 %  |
| російська  | 3         | 0.32 %   |
| Усього     | 929       | 100 %    |

## Церква
Спершу село Завадівка належало до парафії міста Турка. Але у 1991 році сільська громада розпочала будівництво власного православного храму за проектом турківських архітекторів Михайла Лофія та Івана Бесєдіна. Освячено церкву святого архангела Михаїла у 1995 році. Розташована вона на горбі поблизу села. Мурована з білої силікатної цегли, з дерев'яними верхами, орієнтована вівтарем на південний схід. Хрещата в плані, з прямокутним вівстарем, бабинцем та укороченими бічними раменами. До вівтаря по боках прилягають прямокутні ризниці, а до бабинця на чільному фасаді — напівзакрите піддашшя. Наву на низькому дерев'яному світловому восьмерику вінчає приплюснута баня. Дві менші бані на невеликих сліпих восьмериках вінчають двосхилі дахи бабинця і вівтаря, а по гребенях двосхилих дахів бічних рамен встановлені ліхтарі з маківками і хрестами. В 2021році в місцевий меценат зробив капітальний ремонт Храму і цвинтаря.
У 2010 році в селі розпочали будувати церкву Успіння Пресвятої Богородиці. Храм з одним куполом. Вівтарня частина пряма. Іконостас виготовив різьбяр Богдан Дем'ян, Малював художник Петро із Тернополя. Кожну ікону офірували парафіяни.

## Господарство
В 1946році в селі був організований колгосп ім. Шевченка який проіснівав з цією назвою аж до 1961року. Головою його призначено Степана Павлика, а пізніше Володимира Яворського. В 1955 відбулось об'єднання з колгоспом Червоний прапор (с. Лосинець і Ясінка-Стецьова) А в 1961 році після об'єднання з колгоспом ім. 9 Травня (с. Мельничне) була утрворена сільськогосподарська артіль ім. Б.Хмельницького. Яку в 1964 р. перейменували в колгосп імені Маяковського за яким було закріплено 3506 га землі, в тому числі 723 га ріллі, 1045 га сінокосів і пасовищ та 1201 га лісів і який проіснував до незалежності України. У виробничих цілях використовувались 23 трактори, 15 вантажних автомобілів, агрегат по виробництву травяного борошна. Колгосп вважався одним із передових в районі. За участю всіх господарств району був збудований в Завадівці комбікормовий завод. У 1988 році колгосп виробив 637,3 т. м'яса, 709 т. молока, 35т. льоноволокна і 87т. картоплі.
Основний напрямок господарства — м'ясо-молочне тваринництво. У селі був міжколгоспний комбікормовий завод, швейна майстерня.
Також була Державна сортувальна дільниця Львівської інспектури по сортовипробовуванню, яка проводила досліди в с. Завадівка (1947—1988 рр.)

## Соціальна сфера
У 1989 році відкрито восьмирічну школу в приміщенні яке будував голова колгоспу М. Й. Денькович під адміністративний будинок. А в 2019 році громадською організацією «Агенція місцевого розвитку с. Завадівка» спільно з Завадівською сільською радою та з допомогою Турківської районної та Львівської обласних рад був збудований спортивний майданчик з штучним покриттям. В селі працює народний дім, бібліотека, поштове відділення. На території села розміщена КНП «Турківська центральна міська лікарня» Турківської міської ради.

## Постаті
- Сакаль Іван Володимирович (27.06.1994—06.05.2019) — Командир взводу розвідки 137-го Батальйону морської піхоти старший сержант Збройних сил України, учасник російсько-української війни. Кавалер ордена «За мужність ІІІ ступеня». Нагороджений відзнакою Міністерства оборони України — «За військову доблесть», « За зразкову службу». Медаллю « Учасник АТО». У ніч з 1 на 2 травня 2019 р. був важко поранений в бою з ворожою ДРГ поблизу с. Миколаївка Волноваського району на Донеччині. Терміново був доправлений до обласної клінічної лікарні ім. Мечнікова в м. Дніпро, де лікарі протягом п'яти діб намагалися врятувати йому життя. Помер 6 травня, не виходячи з коматозного стану. Портрет на меморіалі «Стіна пам'яті полеглих за Україну» у Києві: секція 11, ряд 6, місце 12.
- Сакаль Михайло Володимирович (22.10.1995—15.10.2022)— головний сержант, командир міномета мінометного відділення, учасник російсько-української війни. Кавалер ордена «За мужність ІІІ ступеня», почесною відзнакою « Учасник бойових дій» народний герой України. Загинув неподалік населеного пункту Стельмахівка, Сватівського району, Луганської області, в наслідок підриву на міні.
- Павлик Ганна — ланкова колгоспу ім. Маяковського кавалер «Ордена Леніна»
- Кузан Анастасія Іллівна — ланкова колгоспу ім. Маяковського кавалер «Ордену Жовтневої революції»